# يو إف سي 112
يو إف سي 112: لا يقهر (بالإنجليزية: UFC 112: Invincible)‏ هو حدث لفنون القتال المختلطة نظمته يو إف سي، أُقيم في 10 أبريل 2010، على ساحة الحفلات الموسيقية، جزيرة ياس في أبو ظبي، الإمارات العربية المتحدة.